# Pachuca de Soto
Pachuca de Soto ist die Hauptstadt des mexikanischen Bundesstaates Hidalgo. Die Stadt hat ungefähr 256.000 Einwohner. Sie liegt 2426 m ü. NN und hat eine Ausdehnung von 195,3 km².
Die mittlere Jahrestemperatur beträgt 14 Grad Celsius. Der Niederschlag pro Jahr beläuft sich auf 400 – 800 mm.
Pachuca verfügt über eine Universität, die Universidad Autónoma del Estado de Hidalgo, und ein historisches Museum.
Der Fußballklub CF Pachuca spielt in der höchsten mexikanischen Liga.

## Geschichte
Etwa 12.000 v. Chr. wurde schon grüner Obsidian in der Gegend abgebaut und bearbeitet. Die Azteken gründeten die Stadt etwa 1438 n. Chr. als Patlachihuacán. Um 1524 lebten dort die ersten Spanier, die den Ort 1530 nun als spanische Siedlung neu gründeten und ihm 1534 die Stadtrechte verliehen. 1552 wurden die Silbervorkommen entdeckt. Nach mehreren Jahrhunderten intensiver Ausbeutung der Bodenschätze in und um Pachuca wurde 2005 die letzte Mine geschlossen.

## Persönlichkeiten
- Filiberto Mercado (* 1938), Radrennfahrer
- José Valdez (* 1986), Radrennfahrer
- Nicolás Carrera (* 2002), US-amerikanisch-mexikanischer Fußballspieler

## Fotos

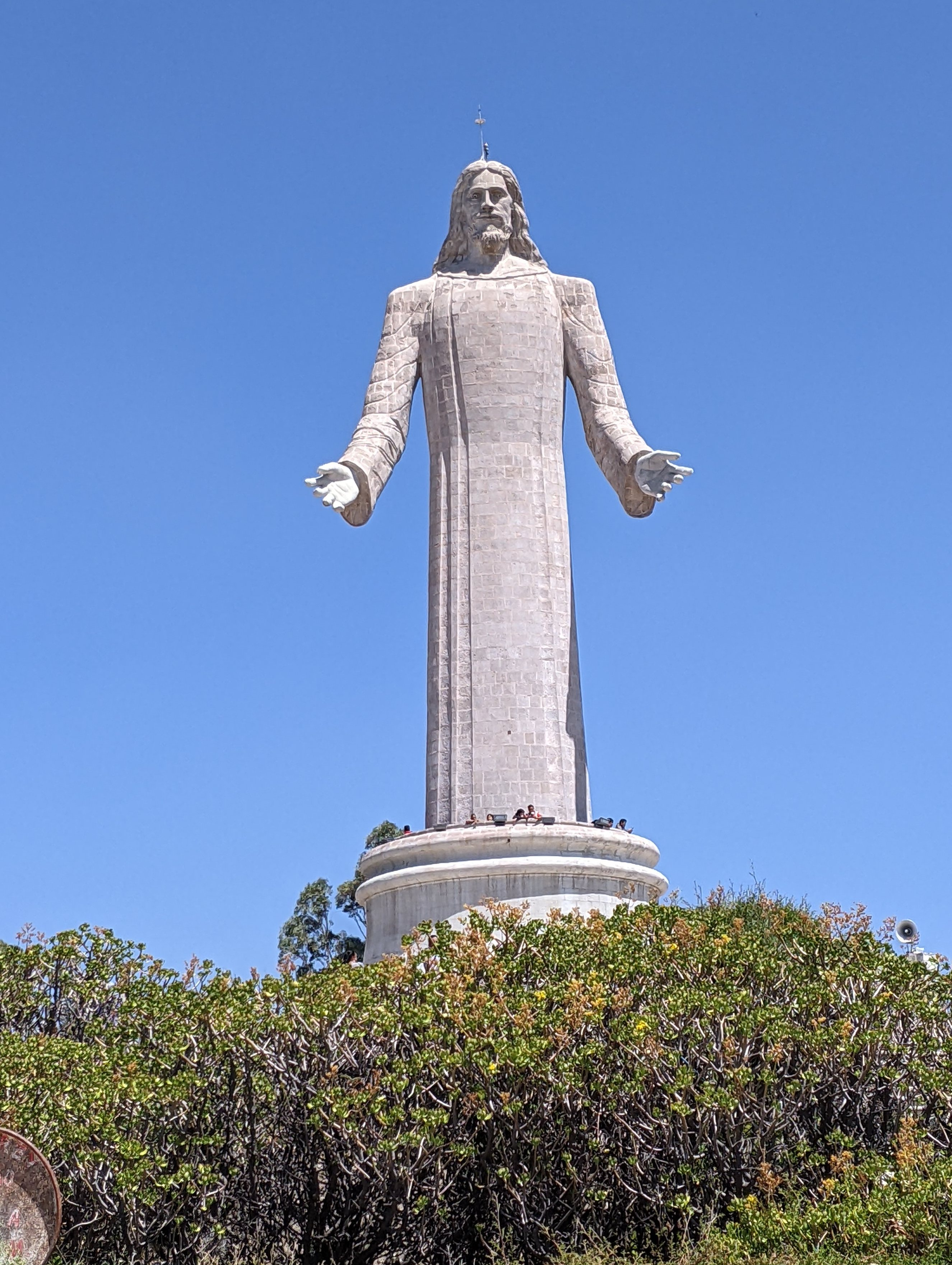
Jesus-Statue auf dem Cerro de Santa Apolonia
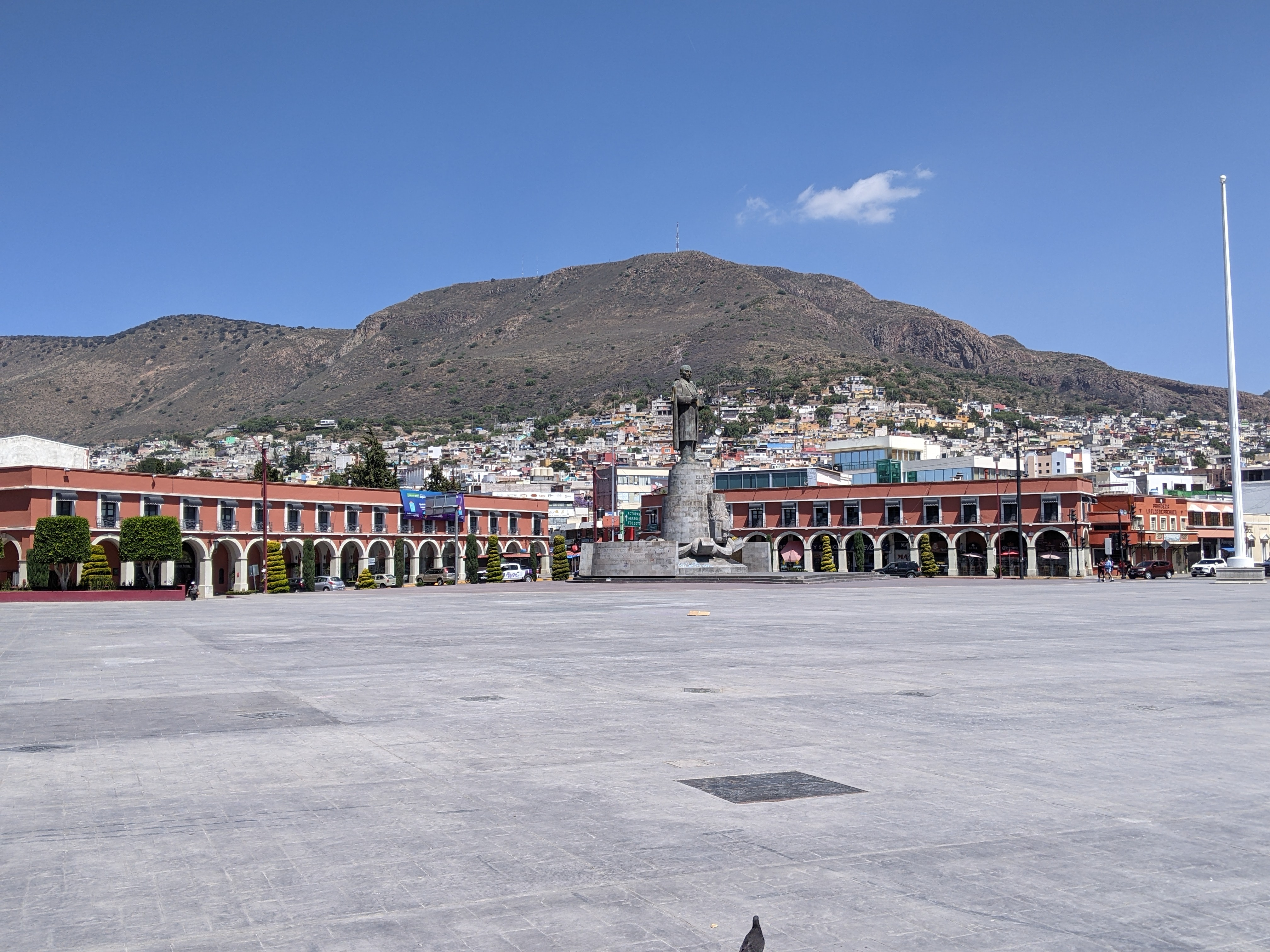
Plaza Juárez, Hauptplatz der Stadt
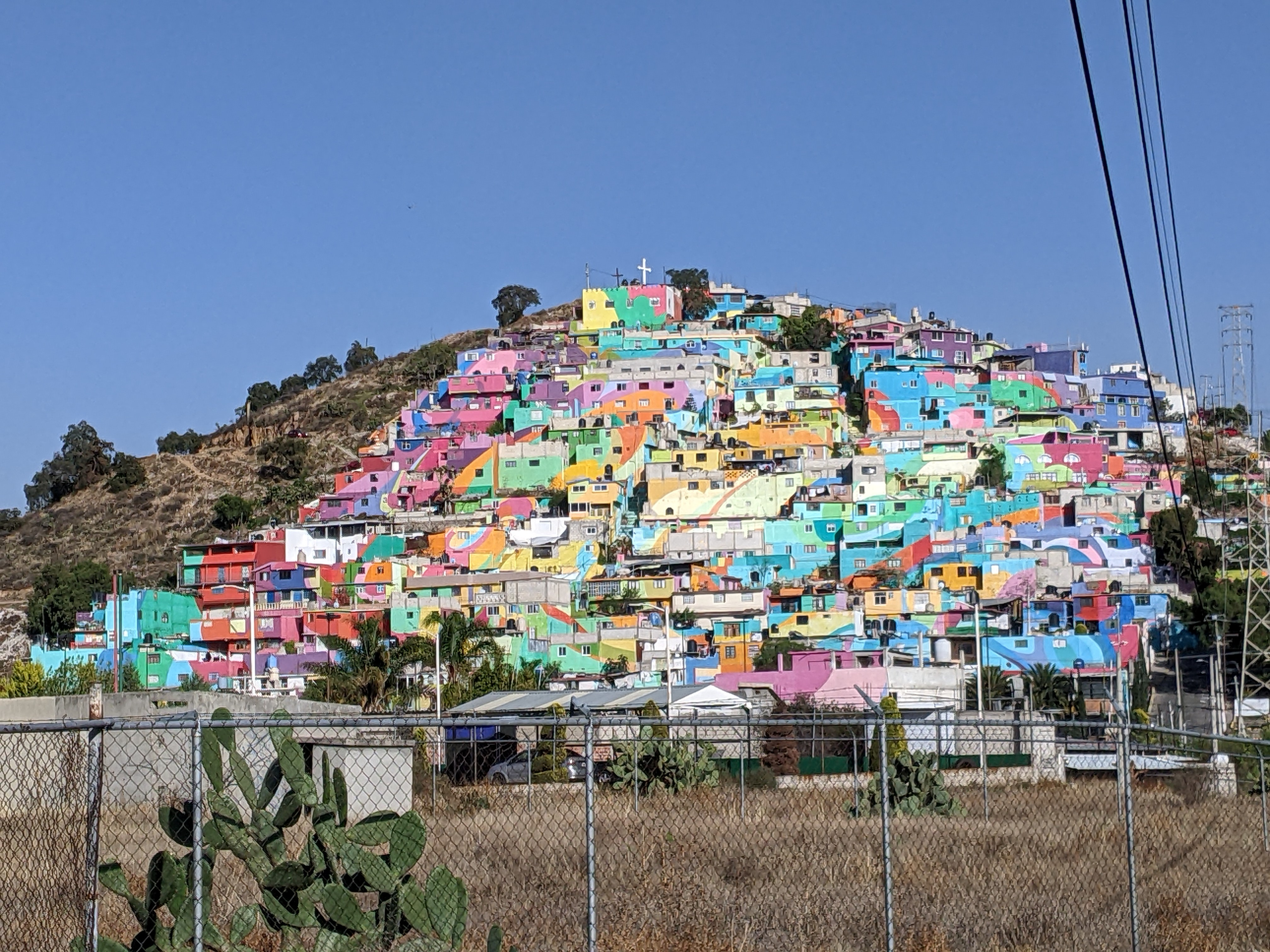
Las Palmitas
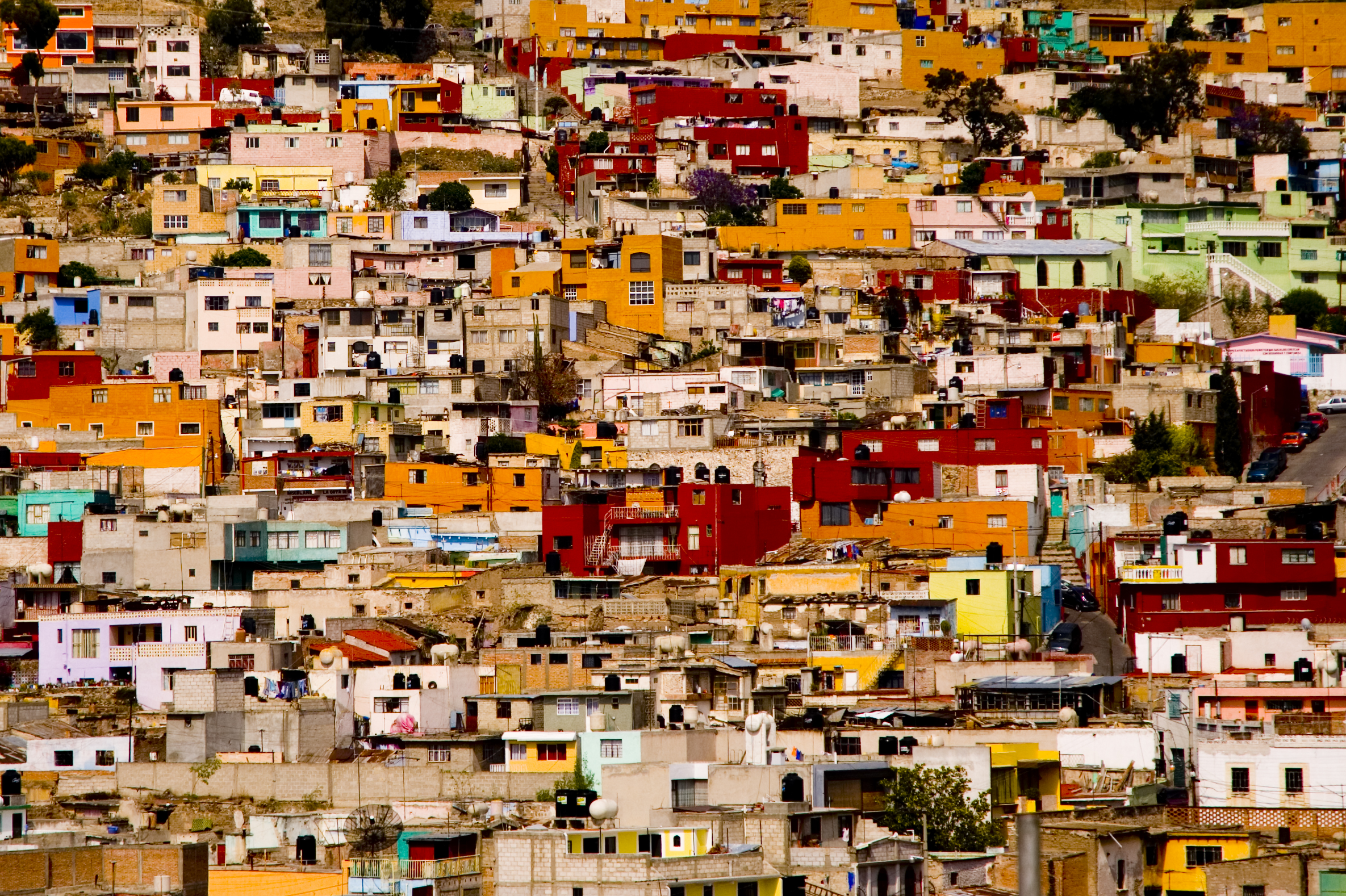
Wohnhäuser in Pachuca
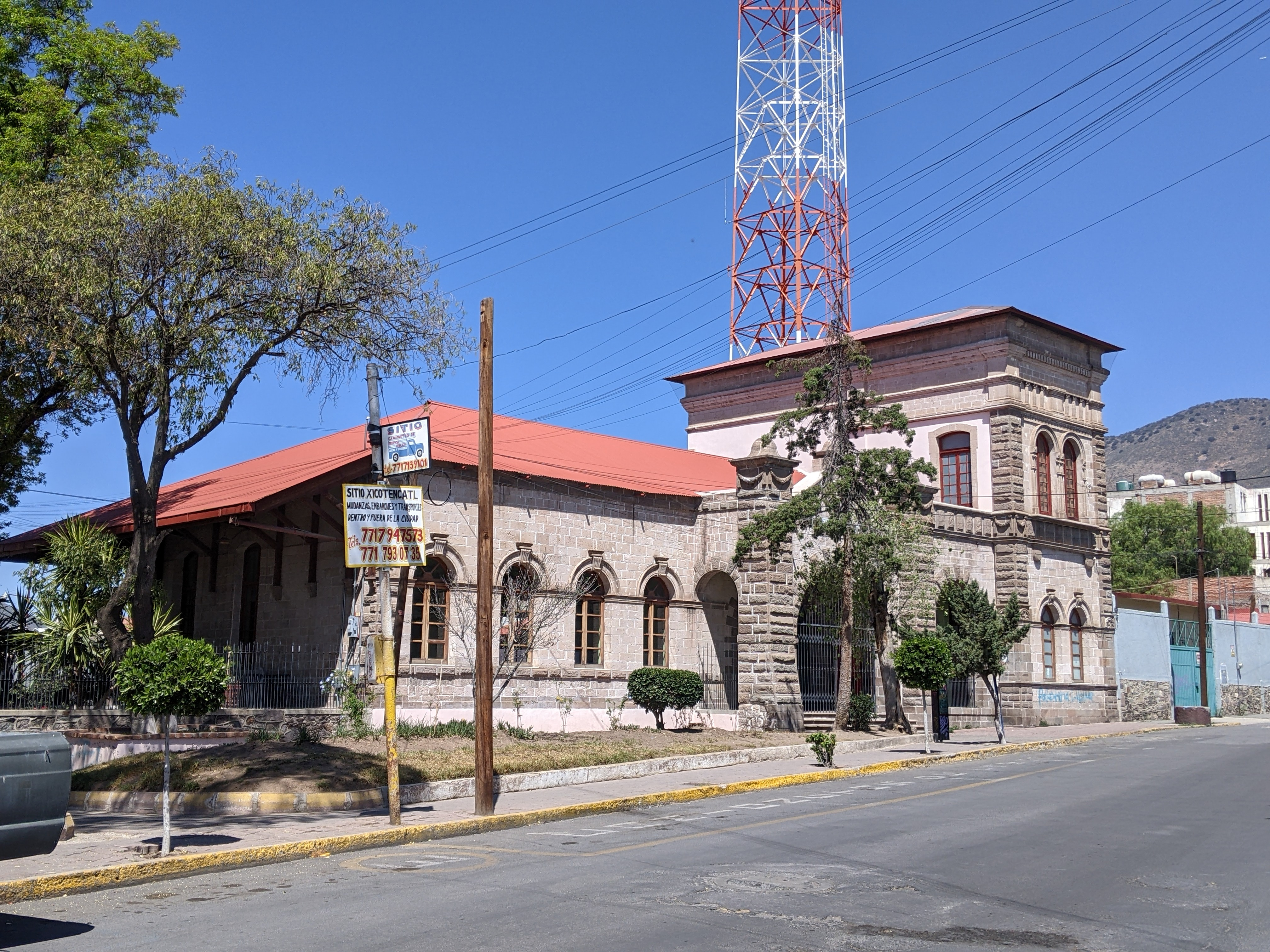
Alter Bahnhof
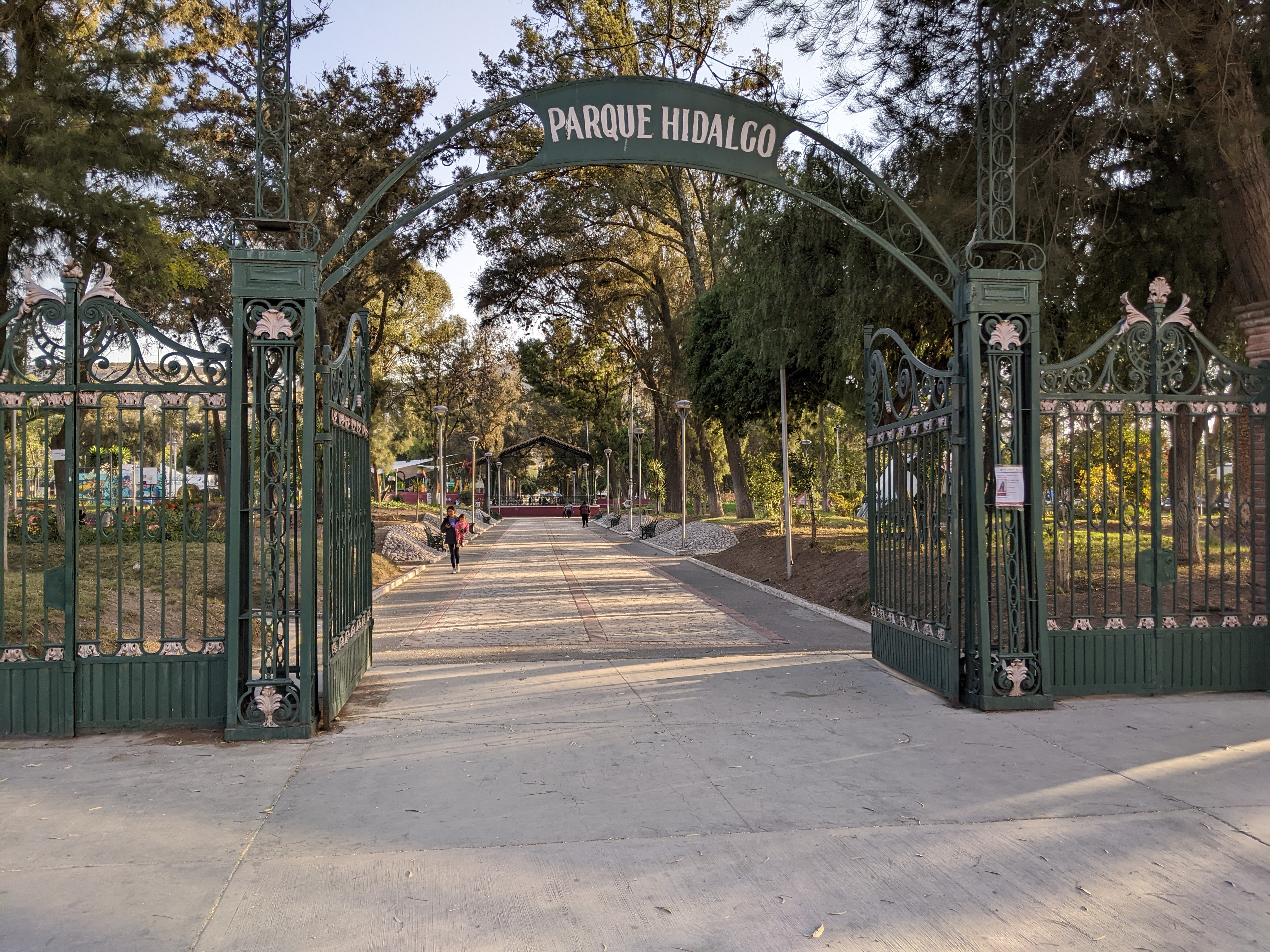
Eingangsportal zum Parque Hidalgo
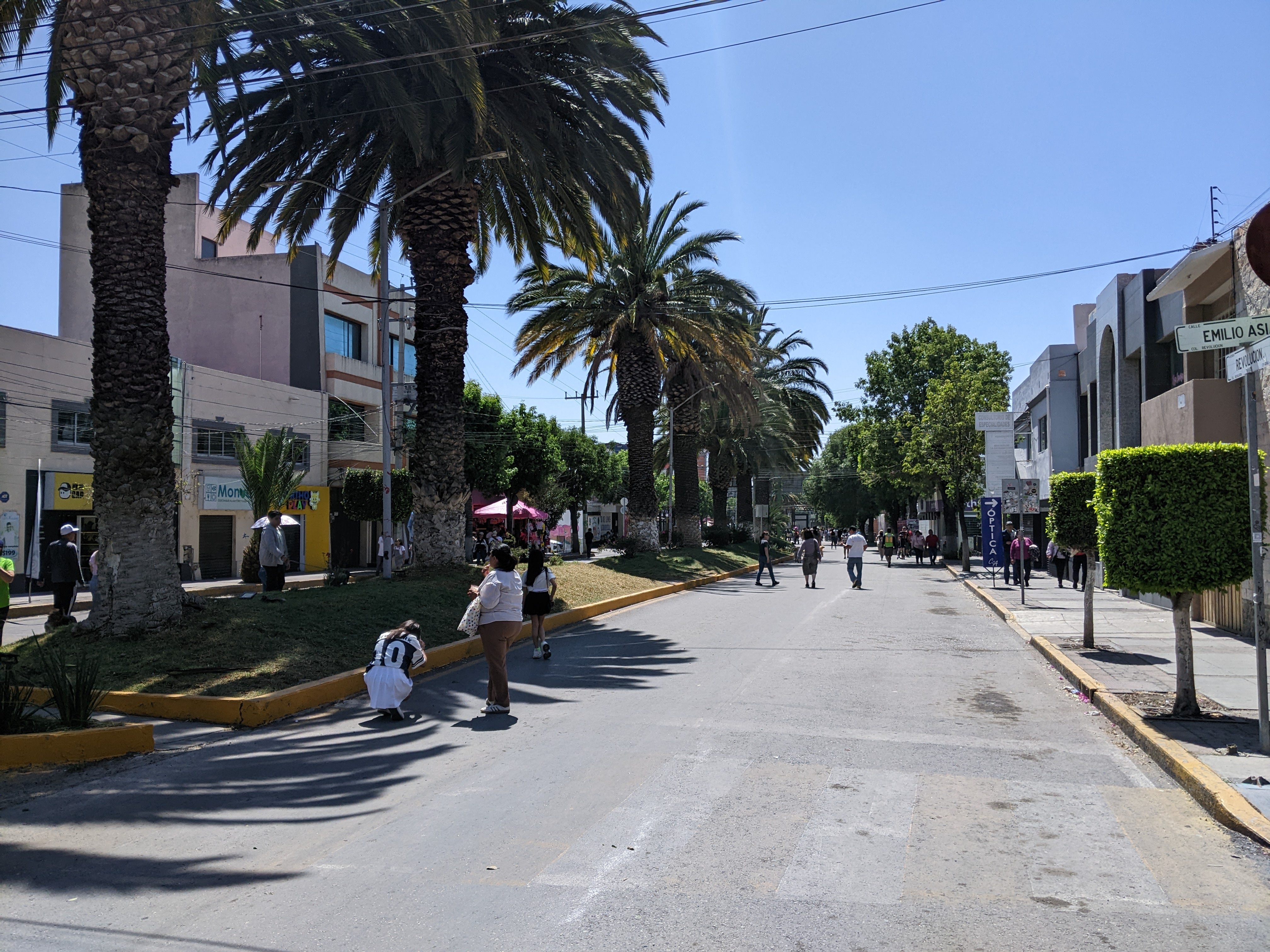
Autofreier Sonntag auf der Avenida Revolución